# La Bâtie (Chazey-Bons)
Pour les articles homonymes, voir Château de la Bâtie et Bâtie.
La Bâtie, est un lieu habité situé dans le département de l'Ain en région Auvergne-Rhône-Alpes en France. Y subsiste une tour forte du XIIIe siècle, parfois appelée « donjon », inscrite au titre des monuments historiques.

## Topographie et toponymie
Le site, construit au sommet d'une colline, se partage entre deux communes : la tour et la ferme sont situées sur la commune de Chazey-Bons, le logis et le colombier étant situés sur la commune de Belley.
Désigné par « la Bastie » sur la carte de Cassini, l'ensemble est nommé « La Bâtie » sur le relevé non daté du cadastre napoléonien concernant Belley conservé aux archives de l'Ain. Le relevé cadastral de 1835 concernant Chazey-Bons, également conservé par ces archives, indique  « Domaine de la Bâtie ». Le terme « la Bâtie » est employé par Claude Guigue en 1873 puis par Charles-Laurent Salch. Le terme de « Temple de la Bâtie » est employé par la municipalité de Chazey-Bons (qui indique qu'il s'agit d'un terme « parfois utilisé ») et par les services des monuments historiques ; ces derniers indiquent que le lieu-dit, dans son ensemble, s'appelle « la Bâtie ».

## Histoire
Pierre de Rossillon est le plus ancien seigneur connu, il vivait en 1330 à la Bâtie. Entre 1679 et 1789, l'ensemble avait abrité les visitandines de Belley.
Le donjon, composé d'un rez-de-sol et d'un étage, a perdu un étage au XIXe siècle. 
La partie subsistante de l'ancien donjon a fait l’objet d’une inscription au titre des monuments historiques par arrêté du 24 mai 1973.
Le site est classé en zone de présomption de prescription archéologique par arrêté du 11 janvier 2005.